# 將太郎
大﨑將太郎（日语： Ō Saki Shoutarou，： O Sa Ki Syo Ta Ro；2000年11月25日—），藝名Shotaro（日语： Shōtarō，： Syo Ta Ro ），出生於日本神奈川縣横滨市。日本歌手、舞者，SM娛樂旗下男子團體RIIZE的成員。曾为SM娛樂旗下男子團體NCT的成員。2020年10月12日，以NCT成員身份出道。 2023年5月24日，SM娛樂宣布將會推出新男團，為了使將太郎有更好的發展而退出NCT，於2023年9月4日以RIIZE成員再次出道。

## 人物簡介
將太郎為家中長子，有一個妹妹及一個弟弟。自五歲開始學習舞蹈，曾為日本舞蹈學院EXPG東京校特待生，擅長的舞種是HipHop。
出道前作為專業舞者活動，曾經擔任EXILE放浪兄弟、GACKT等著名歌手的伴舞。

## 演藝事業
2020年9月21日，SM娛樂官宣NCT 2020企劃，將太郎正式加入NCT大型男子組合。22日及23日，通過《NCT 2020 YearParty》的企劃預告片首次亮相，也在V Live直播《WISH 2020》首次登場。10日12日，隨NCT發表正規專輯《NCT: RESONANCE Pt. 1》，並以主打歌《Make A Wish (Birthday Song)》出演Mnet《M Countdown》，在韓國正式出道 。2023年5月24日，SM娛樂宣布將會推出新男團，為了使將太郎有更好的發展而退出NCT。於2023年9月4日以单曲一辑《Get A Guitar》作为RIIZE成員再次出道。

## 音樂作品
所屬團體之共同作品，請參閱NCT音樂作品列表

### 音乐录像带
| 发布日期      | 歌曲名称                 | 歌手                      |
| ------------- | ------------------------ | ------------------------- |
| 2022年3月20日 | CoNEXTion (Age of Light) | NCT U（道英、MARK、楷灿） |

## 電台節目
| 日期                           | 電台       | 節目                           | 備註     |
| ------------------------------ | ---------- | ------------------------------ | -------- |
| 2021年7月29日、8月5日、8月12日 | InterFM897 | 《NCT 127 YUTA的YUTA at Home》 | 特別嘉賓 |

## 外部連結
- 官方网站
- 將太郎的Instagram帳戶